# Lycisca raptoria
Lycisca raptoria is een vliesvleugelig insect uit de familie Pteromalidae. De wetenschappelijke naam is voor het eerst geldig gepubliceerd in 1840 door Spinola.